# Torgny Amdam
Torgny Knutson Amdam (född 16 juni 1974) är en norsk artist, låtskrivare och producent. Han är uppvuxen i bostadsområdet Kjelsås i Oslo och var sångare och grundare av hardcore punkbandet Amulet (1993–2007). Amdam började sin karriär som sångare i banden S.Y.F och Onward (1989–93).
Han arbetar också med ett soloprojekt under artistnamnet Torgny som hösten 2010 släppte debutalbumet Chameleon Days. Som soloartist är Torgny särskilt känd för sitt samarbete med regissören Emil Trier som resulterat i en musikkvideotrilogi: The Only Game, Big Day och I Came Here. I denna trilogi sjunger Maria Due duett med Torgny. Amdam bidrog också med musik till filmen Oslo, 31. august. Han har även samarbetat med Turbonegro på albumet Scandinavian Leather med låten "Ride With Us".

## Diskografi (urval)
Studioalbum med Onward
- 1993 – In A Different Place

Studioalbum med Amulet
- 1994 – Amulet
- 1996 – Engrave
- 2000 – The Burnings Sphere
- 2001 – Freedom Fighters
- 2003 – Danger! Danger!
- 2005 – All That Is Solid Melts Into Air

Studioalbum med Black Diamond Brigade
- 2003 – Black Diamond

Studioalbum som Torgny
- 2010 – Chameleon Days
- 2013 – Oil Panic
- 2017 – Cut & Run